# 中山徹 (ゴルファー)
中山 徹（なかやま とおる、1946年6月8日 - 2024年4月14日）は、鹿児島県姶良市加治木出身のプロゴルファー。
姉はプロボウラーの中山律子。

## 来歴
7人きょうだいの6番目として生まれ、鹿児島高校時代は野球部に所属。
卒業後に東京で会社員をしていた時に上司に連れられ、練習場に行ったのがゴルフを始めたきっかけであった。25歳で一念発起してプロを目指し林由郎に弟子入りすると、30歳を過ぎてプロテストに合格し、1977年にプロ入りする。
1982年の大京オープンでは青木功・横島由一に次ぐと同時に秋富由利夫を抑え、泉川ピートと並んでの3位タイに入った。
1983年の全日空札幌オープンでは初日に68をマークし、菊地勝司・高橋勝成・湯原信光・青木・宮本省三を抑え、プロ入り8年目の無名ながら首位に立った。
1988年にはダンロップオープンで初日の18番でイーグルパットを決めて首位に立ったが中村通と並んでの4位タイに終わり、三菱ギャランでも初日に9番でパーパットを決めて首位に立った。
1989年にはNST新潟オープンで3日目まで2ストローク落とすも首位を守ったが山本昭一・川俣茂と並んでの6位タイに終わり、マルマンオープンでは5位に入った。
1992年にはインペリアルトーナメント7位タイに入り、1993年にはKBCオーガスタでは3日目に6アンダーで首位タイとなった。
1995年のダイドードリンコ静岡オープンでは11位タイで予選を通過し、3日目に67で丸山智弘と共に3位タイに浮上してツアー初優勝を狙ったが、最終日は思うように伸ばせず、鈴木亨と並んでの3位タイに終わった。
チャレンジトーナメント通算2勝ながらツアー未勝利でシニア入りし、本格参戦1年目の1997年はキャッスルヒルオープンで初優勝 。同年には日本プロシニア、日本シニアオープン、TPCスターツのシニア3大公式戦でトップ10に入りシニア賞金王に輝くが、このシーズンは5年連続5度目の賞金王がかかっていた金井清一の記録更新にストップをかけた。
1998年のTPCスターツでは持ち前のロングドライブを武器に金井をプレーオフ3ホール目で突き放し、初のシニア公式戦制覇。日本シニアオープンでは5連覇を狙う青木功を抑え、通算10アンダーでグラハム・マーシュ（オーストラリア）の2位に入った。
レギュラー選手にひけをとらないロングドライブでギャラリーを沸かせ、2000年には北海道シニアオープンを制し、2002年はオールドマンパーでシニア通算5勝目をマーク。
2001年からは賞金シードから外れていたが、2005年はPPTリボーネスト、鬼ノ城シニアで6位タイなど上位の成績を残し、賞金ランク25位でシード復活を果たす。
2005年には北見オープン・シニアの部で上原宏一の2位に入り、JCBクラシック仙台を最後にレギュラーツアーから引退。
2006年はアデランスウェルネスオープン9位タイ、PPTリボーネスト18位タイ、日本シニアオープン18位タイなどシニアツアー6試合に出場して賞金ランク25位でシードを守った。
その後は糖尿病とリウマチを抱えたが、好きな缶コーヒーとラーメンをやめて体重を12kg落とした。その分飛距離が出なくなったが、背筋を伸ばして打つようにしてからは220ヤードが250ヤードまで戻る。
2016年の日本プロゴールドシニアでは初日に3番で8mが入り、6番では5mを入れるバーディーであったが、直後のホールで共にボギー。後半はグリーンが硬くなって、パットがショート目になってボギーが先行する展開となったが、最終18番パー5で2オンに成功してイーブンにまとめ、4位グループにつけた。
面倒見の良さと親分肌の性格から多くの選手に慕われ、研修生など多くのゴルファーの指導、育成にあたり、愛弟子の加瀬秀樹をはじめ、室田淳や宮瀬博文ら千葉県のプロが集う雑草軍団のリーダーで、プロ仲間からは「大将」の愛称で呼ばれている。
2009年から2012年までは日本プロゴルフ協会で副会長、2018年までは理事を歴任し、2018年には日本プロスポーツ大賞・功労賞を受賞。　
2015年4月からは夕刊フジでコラム「俺にも言わせろ」を連載し、コロナ禍によって電話になった連載取材では、携帯電話を耳に近づけなくても聞こえるほど大声で苦言や提言、時には暴言を吐き、文字にしたら炎上間違いなしの内容もあったが、選手やゴルフ界の将来を思って発言した。
2024年は1月に新型コロナウイルスによる肺炎にかかってからは入退院を繰り返していたが、4月14日、肺炎のため千葉県東金市内の病院で死去。77歳没。

## 主な優勝
レギュラー
- 1977年 - 美津濃プロ新人
- 1991年 - 茨城オープン
- 1994年 - 後楽園カップ（第2回）、後楽園カップ（第4回）
- 1995年 - 平尾昌晃プロアマチャリティ

シニア
- 1997年 - キャッスルヒルオープン
- 1998年 - TPCスターツシニア、オールドマンパーシニア
- 2000年 - 北海道シニアオープン
- 2002年 - オールドマンパーシニア